# ロッカルベーニャ
ロッカルベーニャ（伊: Roccalbegna）は、イタリア共和国トスカーナ州グロッセート県にある、人口約900人の基礎自治体（コムーネ）。

## 地理

### 位置・広がり

#### 隣接コムーネ
隣接するコムーネは以下の通り。
- アルチドッソ
- カンパニャーティコ
- マンチャーノ
- サンタ・フィオーラ
- スカンサーノ
- センプロニアーノ

### 気候分類・地震分類
ロッカルベーニャにおけるイタリアの気候分類 (it) および度日は、zona E, 2247 GGである。
また、イタリアの地震リスク階級 (it) では、zona 3 (sismicità bassa) に分類される。

## 行政

### 分離集落
ロッカルベーニャには、以下の分離集落（フラツィオーネ）がある。
- Cana, Santa Caterina, Triana, Vallerona